# Massif d'Aizkorri

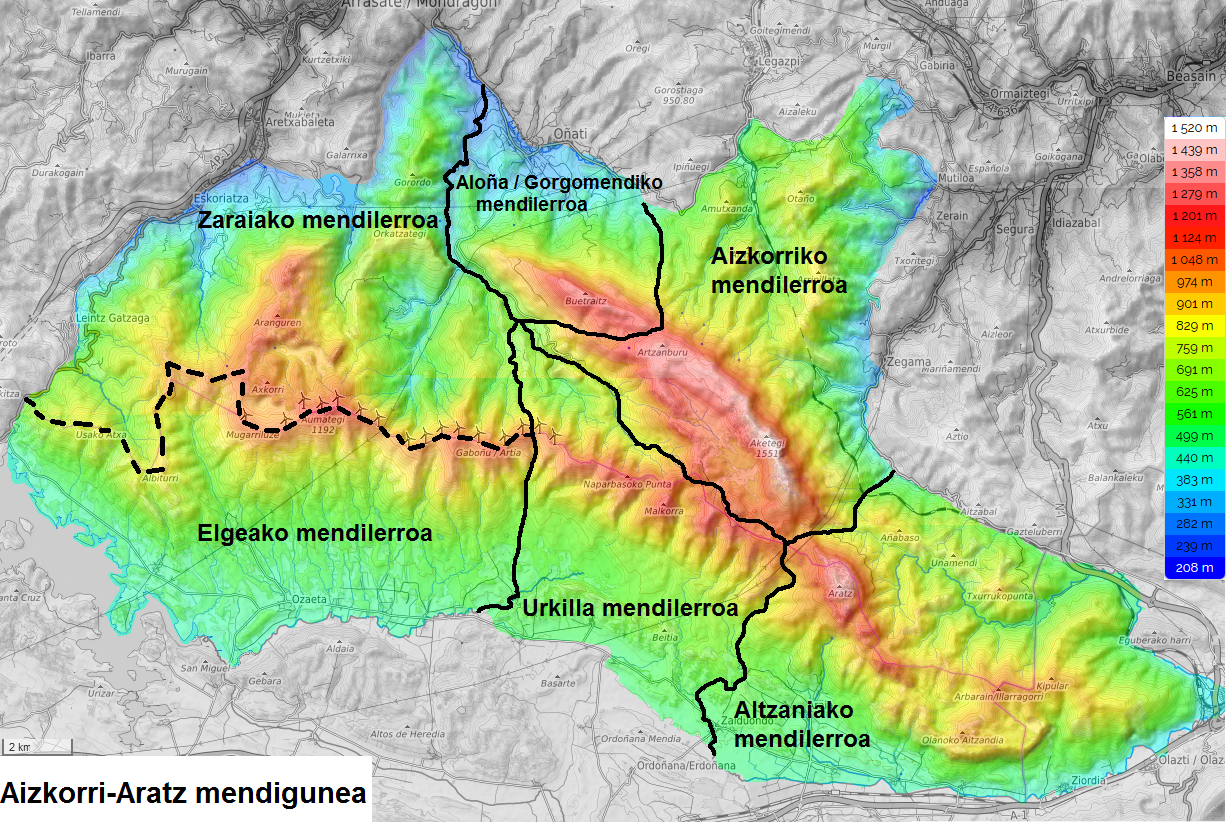
Massif d'Aizkorri dans le massif d'Aizkorri-Aratz.

Le massif d'Aizkorri se situe dans la province du Guipuscoa, dans les Montagnes basques.
Ses trois monts les plus connus sont Aketegi (1 551 m), Aketegi erpina (1 548 m) et le mont Aizkorri (1 523 m) dont le massif prend le nom.

## Sommets
- Aketegi, 1 551 m 42° 57′ 32″ nord, 2° 19′ 48″ ouest
- Aketegi erpina, 1 548 m 42° 57′ 29″ nord, 2° 19′ 45″ ouest
- Illarrabeltxeko gaina, 1 533 m 42° 57′ 25″ nord, 2° 19′ 42″ ouest
- Aizkorri, 1 523 m 42° 57′ 04″ nord, 2° 19′ 31″ ouest
- Aitxuri ou Aitzuri, 1 507 m 42° 57′ 13″ nord, 2° 19′ 37″ ouest
- Iraule, 1 507 m 42° 57′ 38″ nord, 2° 20′ 02″ ouest
- Arbelaitz, 1 506 m 42° 57′ 48″ nord, 2° 20′ 11″ ouest
- Tontorraundi, 1 484 m 42° 56′ 56″ nord, 2° 19′ 28″ ouest
- Aiztontor Altuna, 1 454 m 42° 56′ 49″ nord, 2° 19′ 22″ ouest
- Burnikurutz, 1 432 m 42° 58′ 10″ nord, 2° 20′ 28″ ouest
- Azkolaundi, 1 373 m 42° 58′ 30″ nord, 2° 20′ 57″ ouest
- Urdajamentu, 1 371 m 42° 58′ 24″ nord, 2° 20′ 49″ ouest
- Artzanburu, 1 365 m 42° 58′ 54″ nord, 2° 21′ 57″ ouest
- Adarraitz, 1 359 m 42° 58′ 47″ nord, 2° 21′ 35″ ouest
- Lekunberri, 1 358 m 42° 58′ 02″ nord, 2° 20′ 34″ ouest
- Artzanburutxiki, 1 356 m 42° 58′ 47″ nord, 2° 21′ 46″ ouest
- Azkolatxiki, 1 352 m 42° 58′ 33″ nord, 2° 21′ 09″ ouest
- Aizkorritxo, 1 344 m 42° 58′ 11″ nord, 2° 20′ 48″ ouest
- Enaitz, 1 291 m 42° 58′ 10″ nord, 2° 21′ 57″ ouest
- Burgalaitz, 1 282 m 42° 56′ 24″ nord, 2° 20′ 28″ ouest
- Gorostiaran, 1 281 m 42° 58′ 02″ nord, 2° 21′ 45″ ouest
- Pagomakurrako punta, 1 279 m 42° 56′ 32″ nord, 2° 20′ 33″ ouest
- Ontzabertza, 1 273 m 42° 56′ 28″ nord, 2° 19′ 42″ ouest
- Zabalaitz, 1 263 m 42° 57′ 34″ nord, 2° 21′ 30″ ouest
- Elorrolako haitza, 1 253 m 42° 57′ 41″ nord, 2° 21′ 42″ ouest
- Kalparmuño, 1 236 m 42° 57′ 31″ nord, 2° 21′ 25″ ouest
- Liñategieta, 1 206 m 42° 56′ 01″ nord, 2° 19′ 41″ ouest
- Belarriturriko punta, 1 197 m 42° 56′ 58″ nord, 2° 20′ 54″ ouest
- Leizarrate, 1 053 m 42° 56′ 06″ nord, 2° 18′ 55″ ouest
- Añabaso, 964 m 42° 56′ 06″ nord, 2° 17′ 04″ ouest
- Gazteluaitz, 917 m 42° 58′ 14″ nord, 2° 23′ 10″ ouest
- Erbizaskun, 884 m 42° 58′ 25″ nord, 2° 23′ 42″ ouest
- Arranoaitz, 875 m 42° 59′ 31″ nord, 2° 18′ 49″ ouest
- Altzola, 867 m 42° 59′ 04″ nord, 2° 20′ 21″ ouest
- Elortxiki, 865 m 42° 59′ 14″ nord, 2° 19′ 03″ ouest
- Arripillaeta, 864 m 43° 00′ 00″ nord, 2° 18′ 45″ ouest
- Oamendi, 862 m 43° 00′ 06″ nord, 2° 18′ 46″ ouest
- Oazurtza, 845 m 42° 59′ 03″ nord, 2° 19′ 15″ ouest
- Urkimendi, 844 m 42° 59′ 18″ nord, 2° 20′ 36″ ouest
- Otañu, 838 m 43° 01′ 12″ nord, 2° 19′ 07″ ouest
- Eluztizain, 809 m 43° 00′ 24″ nord, 2° 18′ 49″ ouest
- Pagaola, 799 m 42° 59′ 29″ nord, 2° 20′ 07″ ouest
- Armuño, 794 m 43° 00′ 16″ nord, 2° 20′ 19″ ouest
- Bellostegi, 792 m 42° 58′ 36″ nord, 2° 24′ 01″ ouest
- Urietagaña, 791 m 43° 00′ 06″ nord, 2° 20′ 28″ ouest
- Pikandiain, 788 m 42° 59′ 25″ nord, 2° 21′ 01″ ouest
- Aizpuru, 787 m 43° 01′ 23″ nord, 2° 18′ 40″ ouest
- Kortaburu, 783 m 43° 00′ 50″ nord, 2° 19′ 18″ ouest
- Amutxanda, 769 m 43° 01′ 02″ nord, 2° 20′ 39″ ouest
- Otañugorosoa, 761 m 43° 00′ 55″ nord, 2° 18′ 58″ ouest
- Aitzabal, 752 m 42° 58′ 41″ nord, 2° 24′ 20″ ouest
- Muñazorrotz Aundi, 752 m 42° 59′ 40″ nord, 2° 20′ 27″ ouest
- Arratola, 738 m 43° 00′ 26″ nord, 2° 21′ 06″ ouest
- Bederatzi Iturrieta, 732 m 42° 59′ 34″ nord, 2° 21′ 20″ ouest
- Trikuetxeta, 724 m 42° 59′ 57″ nord, 2° 21′ 27″ ouest
- Gaintzabal, 662 m 43° 01′ 50″ nord, 2° 19′ 54″ ouest
- Barbariko Haitza, 583 m 43° 00′ 01″ nord, 2° 17′ 14″ ouest